# Споразум Цветковић—Мачек
Споразум Цветковић—Мачек, такође познат једноставније као Споразум је био политички компромис између представника Владе Краљевине Југославије Драгише Цветковића и вође хрватске опозиције Влатка Мачека.
Потписан је 26. августа 1939. године.
Према том споразуму успостављена је Бановина Хрватска спајањем Савске и Приморске бановине (у целости) и делова Дунавске, Врбаске, Дринске и Зетске бановине.

## Ситуација до доношења споразума
Кнез Павле Карађорђевић је практично је од почетка своје владавине позивао Влатка Мачека, вођу Хрватске сељачке странке да се покрене разговор о решавању хрватског питања. На регентов захтев, председник владе Милан Стојадиновић и Мачек састали су се у јануару 1937, али без договора, јер Стојадиновић није желео преуређење Југославије. Због тог неуспеха да постигне било какав напредак у решењу хрватског питања, а делимично и због Стојадиновићевог све израженијег про-осовинског става, кнез Павле га је сменио у фебруару 1939.
Нову владу саставио је Драгиша Цветковић. Овај радикал из Ниша био је најмање познат члан претходне Стојадиновићеве владе, а требало је да спроведе кнежеву жељу да се коначно постигне споразум са Хрватском сељачком странком. Чим је дошао на власт Цветковић је признао народни индивидуалитет Хрвата као резултат посебног развитка, а истакнуто је да је споразум потребан ради учвршћивања Југославије и унутрашњег мира. Са италијанском окупацијом Албаније постало је извесно да се Југославија неће моћи сачувати од потпуног увлачења у рат који је скоро сигурно предстојао скоро. Њен географски положај у средишту стратешки важног балканског простора чинио ју је местом вероватног сукоба и предмет територијалних претензија реваншистичких сила. Ако би дошло до рата, незадовољни не-српски народи, а посебно Хрвати, могли би изазвати велики проблеме Краљевини Југославији.
У разговору о споразуму са Хрватима Цветковићу је саговорник био Мачек, који је имао подршку ХСС и Хрватског народног заступства, сачињеног од свих посланика ХСС изабраних на изборима 11. децембра 1938. године. Резолуција овог тела дала је Мачеку овлашћења за разговоре са идејом да се држе принципа „опстанак и слобода хрватског народа изнад свега“.

## Доношење споразума
Иако је било доста застоја, споразум је донет доста брзо тако да је закључен већ 26. августа 1939. године. Највише несугласица је било око одређивања граница Хрватске, јер је Мачек тражио Боку Которску, Срем, део Бачке, делове Босне и Херцеговине и Дубровник. Коначан споразум је значио спајање две дотадашње административне јединице: Савске и Приморске бановине, са срезовима Дубровник, Шид, Илок, Брчко (Дервента), Градачац, Травник и Фојница.
Обим Бановине Хрватске није коначно одређен, јер је остављено да се границе накнадно одреде. Предвиђено је да се направи заједничка влада у коју би ушао Мачек, која би спровела споразум у живот.
Бановина је добила одговарајуће компетенције, а морала је да обезбеди равноправност Срба, Хрвата и Словенаца, једнакост при учешћу у вршењу јавне службе, равноправност признатих вероисповести. Морала су да се гарантују и једнака основна грађанска и политичка права. У надлежност Бановине Хрватске спадали су пољопривреда, трговина и индустрија, шуме и рудници, грађевинарство, социјална политика, народно здравље, физичко васпитање, правда, просвета и унутрашња управа. Ипак, ни у погледу надлежности споразум није био коначан.
Законодавна власт у Бановини је припадала заједнички краљу и Сабору, а управну власт је вршио краљ преко бана, кога је он именовао и разрешавао, и који је одговарао њему и Сабору. Судови су изрицали правду у име краља.
Споразум Цветковић—Мачек ступио је на снагу уредбом заснованом на члану 116. устава из 1931. Створена је Бановина Хрватска, а одмах затим и нова влада у којој је Цветковић остао председник владе. Влатко Мачек је постао потпредседник владе, а ХСС је добио још пет министарских места. Иван Шубашић, заступник Хрватске сељачке странке, познат по својим јаким династичким и југославенским склоностима, именован је за бана Бановине Хрватске.

## Последице
Образовањем Бановине Хрватске измењено је државно уређење Југославије предвиђено Октроисаним уставом. Од тада се краљевина налазила у фази преуређивања, што није завршено због избијања Другог светског рата. Аутономија је нарушила дотадашњи принцип централизма, и појавили су се захтеви за даљим преуређивањем, односно увођењем аутономије Словеније, Босне и Херцеговине...
Споразумом није било задовољно десно крило у ХСС. Влатко Мачек се правдао да је споразум само привремен, што није умиривало критике да није добио довољно за Хрватску. Са друге стране, српска политичка елита је такође била незадовољна а поједини њени делови су споразум гледали као капитулацију. Ипак, српска политичка елита је највише била незадовољна губитком доминантне позиције, ревизијом централизма и поделом власти са хрватском политичком елитом.
Други светски рат у Европи, који је избио само неколико дана касније, трајно је одгодио извршења неких тачака споразума, укључујући ту и изборну реформу и изгласавање новог устава. Али споразум је на широком фронту допуштао Хрватима знатан степен аутономије. Између осталог, Хрватска сељачка странка ојачала је своје полувојничке организације, Сељачку заштиту у сеоским подручјима, и Грађанску заштиту у градовима. У Загребу је Грађанска заштита проглашена помоћном полицијском снагом.